# Power Macintosh

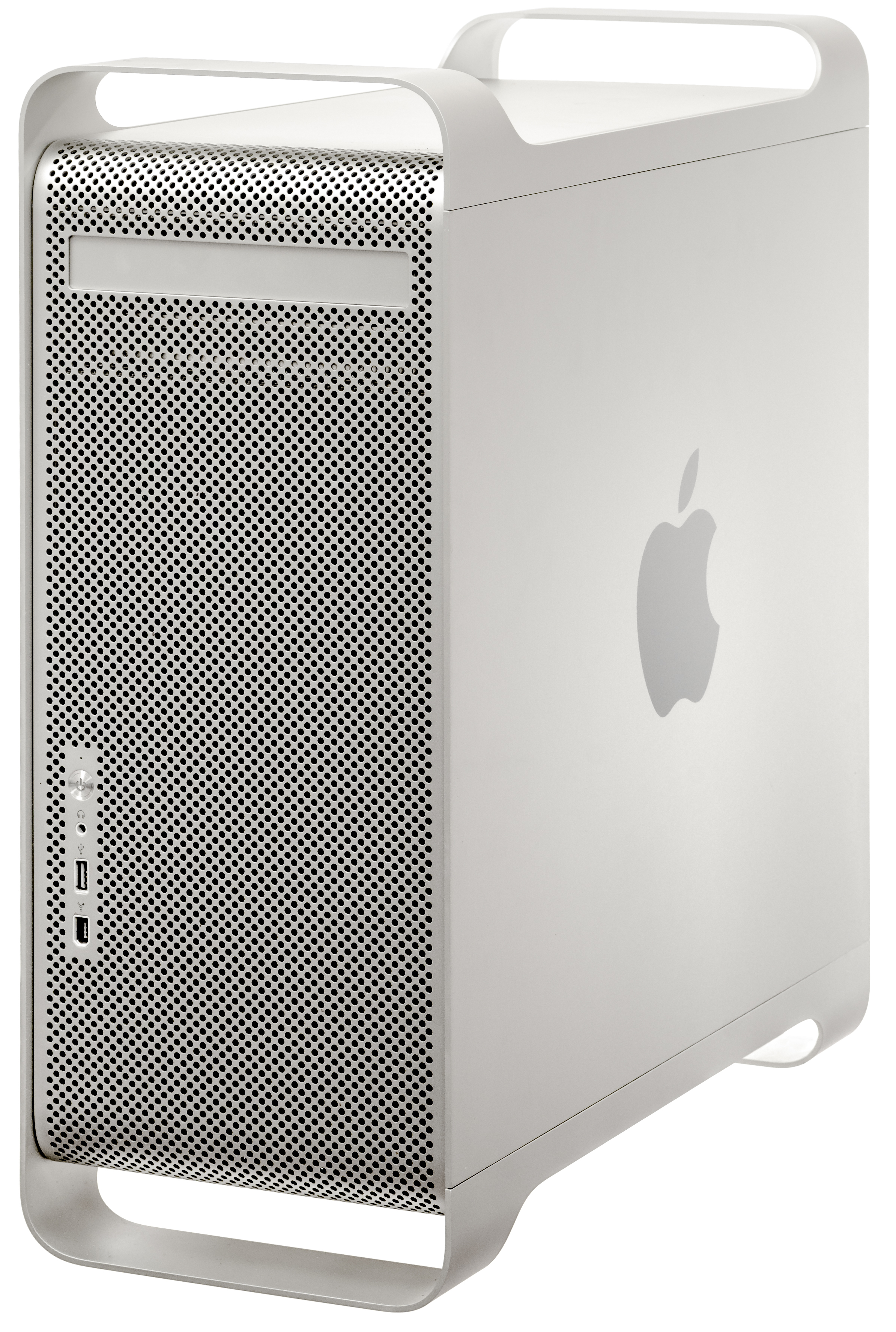
Último modelo, o Power Mac G5 de 2006.

Power Macintosh ou Power Mac foram uma linha de computadores pessoais baseados em vários modelos de microprocessadores PowerPC que foram desenvolvidos e comercializados  pela Apple Inc entre Março de 1994 e Agosto de 2006.[carece de fontes?]